# Louis-François Néel de Christot

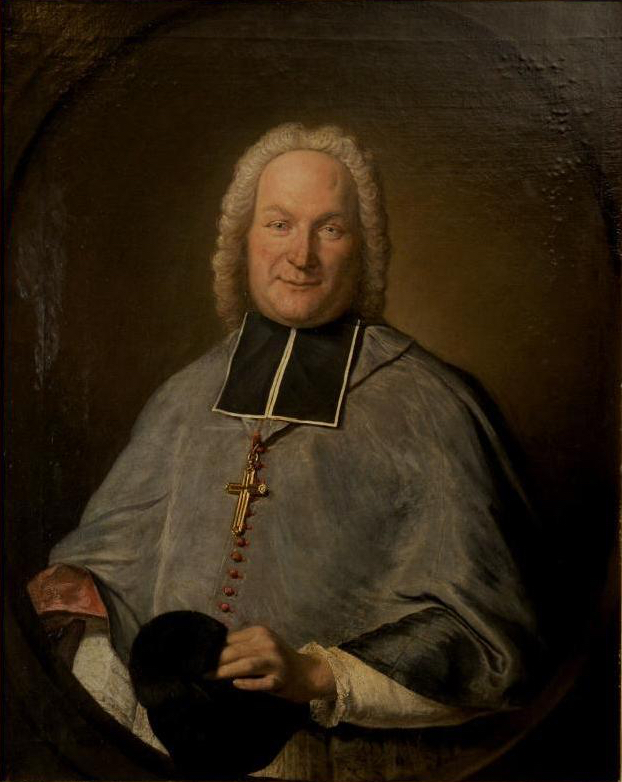

Louis-François Néel de Christot (* 1698 in Rouen; † 8. September 1775 in Paris) war ein französischer römisch-katholischer Geistlicher und Bischof von Sées.

## Leben
Ab 1719 findet er sich als beratender Geistlicher des Parlement der Normandie, als Pfarrer von Silly 1728 und 1735 als Dekan des Domkapitels von Bayeux.
Er wurde am 5. Mai 1740 zum Bischof von Séez ernannt. Die Bischofsweihe spendete ihm am 18. Dezember desselben Jahres der Erzbischof von Rouen Nicolas-Charles de Saulx-Tavannes; Mitkonsekratoren waren Paul d’Albert de Luynes, Bischof von Bayeux, und Pierre-Jules-César de Rochechouard-Montigny, Bischof von Évreux.
Seine Fähigkeiten werden als eher im Gebiet der Rechtswissenschaft denn als in der Theologie liegend beschrieben.
Er starb im Alter von 77 Jahren in St-Victor in Paris und wurde in der dortigen Kirche beigesetzt.